# Délivre-nous du mal (film, 2001)
Pour les articles homonymes, voir Délivre-nous du mal.
Pour plus de détails, voir Fiche technique et Distribution.
Délivre-nous du mal (Devil's Prey) est un film d'horreur américain réalisé par Bradford May, sorti en 2001.

## Synopsis
Sur le chemin du retour d'une Rave Party en pleine campagne, un groupe de cinq amis sont pris de frayeur lorsqu'une jeune femme paniquée et couverte de sang traverse leur route en hurlant. En la recueillant, ils ne se doutent pas à quels dangers ils s'exposent. Effectivement, peu après, un van les prend en chasse. Pour eux, le périple ne fait que commencer.

## Fiche technique
- Titre original : Devil's Prey
- Titre : Délivre-nous du mal
- Réalisation : Bradford May
- Scénario : Randall Frakes et C. Courtney Joyner
- Production : Dana Dubovsky et Brian R. Etting
- Société de production : American World Pictures
- Musique : Andrew Keresztes
- Décors : David Blass
- Pays d'origine : États-Unis
- Format : Couleurs - 1,85:1 - Stéréo - 35 mm
- Genre : Horreur, thriller
- Durée : 94 minutes
- Date de sortie : 2001
- Interdit aux moins de 12 ans

## Distribution
- Ashley Jones : Susan
- Charlie O'Connell (VF : Cédric Dumond) : David
- Bryan Kirkwood : Eric
- Jennifer Lyons : Samantha
- Elena Lyons (VF : Véronique Desmadryl) : Fawn
- Rashaan Nall : Joe
- Corey Page : Treymore
- Tim Thomerson : le shérif Harry
- Patrick Bergin (VF : Philippe Dumond) : père Seth
- Marianne Muellerleile : Grace
- Jack Leal : Eli
- Matthew Paul Smith : Rave Shadow
- Jim Vickers : le mécanicien